# پریماورا
پریماورا (ایتالیایی: Primavera) یا تمثیل بهار، نقاشی ساندرو بوتیچلی هنرمند پرآوازه ایتالیایی دوره نوزایی است. پریماورا با تکنیک چسب‌رنگ روی پنل چوبی خلق شده‌است.
بیشتر منتقدان برآنند که پریماورا با به تصویر کشیدن الهگان در باغی پر از گل و گیاه، تمثیلی از بهار و زایش است. برخی نیز آن را نمادی از عشق نوافلاطونی دانسته‌اند.

## نگارخانه

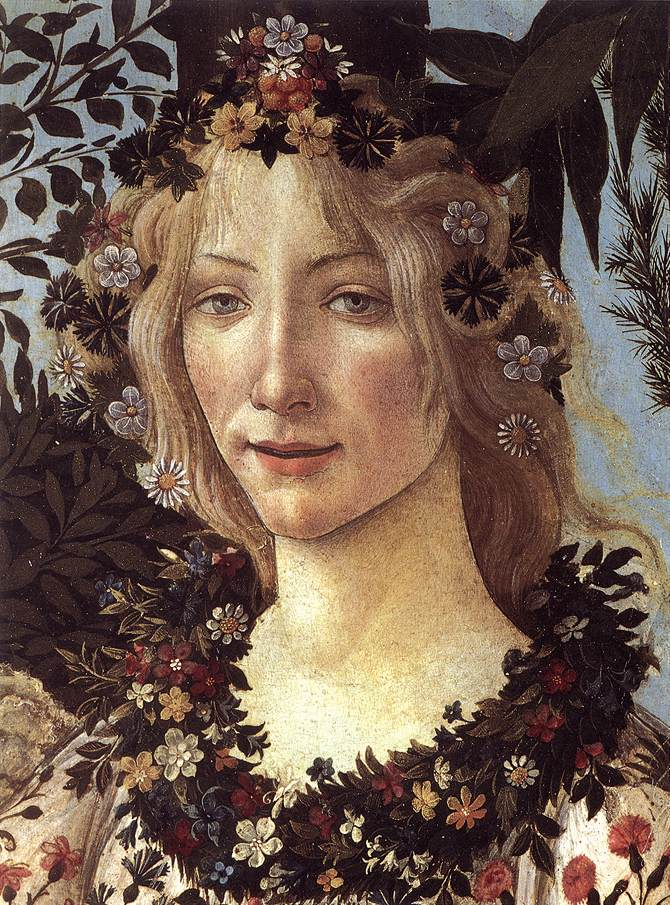
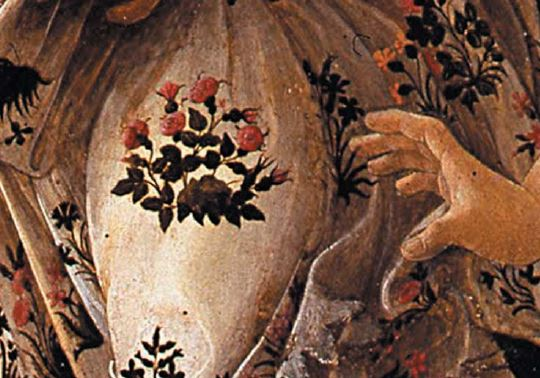